# 신천동 (시흥시)
신천동(新川洞)은 대한민국 경기도 시흥시의 행정동이자 법정동이다. 인천광역시 남동구 장수서창동과 접하는 지역이다.

## 개요
신천동은 조선시대에는 인천부 신현면 신촌리, 사천리였고, 1914년 신촌리와 사천리가 합쳐 부천군 소래면 신천리로 바뀌었다. 1973년 7월 1일 시흥군 소래면 신천리, 1980년 12월 1일 시흥군 소래읍 신천리로 관할로 바뀌었다가 1989년 1월 1일 시흥시 설치에 따라 신천동으로 되었다.

## 법정동
- 신천동

## 교육
- 소래초등학교
- 시흥도원초등학교
- 신천초등학교
- 시흥신일초등학교
- 신천중학교
- 신천고등학교

## 문화
- 하우명 효자정각 (향토유적 제11호)
- 소래산